# ديفيد كوردوفا
ديفيد كوردوفا (بالإسبانية: David Córdova)‏ (1 فبراير 1983 بسانتياغو في تشيلي - ) هو مدرب كرة قدم ولاعب كرة قدم تشيلي في مركز الهجوم. لعب مع يونيون إسبانيولا وديبورتيس ماجالانز وديبورتيس إيكيكي.

## وصلات خارجية
- ديفيد كوردوفا على موقع قاعدة بيانات كرة القدم.إي يو (الإنجليزية)
- ديفيد كوردوفا على موقع Soccerway.com (الإنجليزية)